# Гуменюк Олег Анатолійович
Оле́г Анато́лійович Гуменю́к (нар. 3 травня 1983, Одеса, УРСР) — український футболіст, півзахисник.

## Життєпис
Народився 3 травня 1983 року в Одесі.
Вихованець одеської ДЮСШ-6. Перший тренер — Георгій Соломко. Виступав за команду «Балкан» у любительських змаганнях, а з серпня 2001-го до вересня 2007-го захищав кольори «Шерифа» (Тирасполь). У складі молдовського клубу провів 193 матчі (забив 12 м'ячів). Із 2007 по 2009 рік грав за «Чорноморець», після чого наприкінці 2009 року як вільний агент перейшов у «Бастіон». 1 липня 2010 підписав контракт із «Таврією» за схемою «1+1»
Улітку 2014 року, після того як «Таврія» припинила існування, на правах вільного агента перейшов у луцьку «Волинь». Наприкінці липня 2016 року залишив «хрестоносців».
В серпні 2016 року був заявлений в чемпіонаті окупованого Криму за «ТСК-Таврія» , що було з обуренням сприйнято українськими вболівальниками «Таврії». В липні 2017 року перейшов в «Зорю» (Бєльці), що виступає в чемпіонаті Молдови.
В березні 2018 року повернувся до України підписавши контракт з першоліговою «Жемчужиною» (Одеса) 

### Збірна
Брав участь у 12 іграх молодіжної збірної України.

## Досягнення
- Чемпіон Молдови (5): 2002-03, 2003-04, 2004-05, 2005-06, 2006-07
- Володар Кубка Молдови (1): 2002-03
- Володар Суперкубка Молдови (3): 2003, 2004, 2005
- Володар Кубка Співдружності: 2003